# Ibrahim Hassane Mayaki

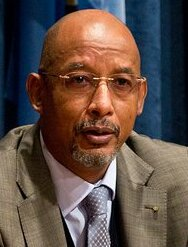
Ibrahim Hassane Mayaki (2011)

Ibrahim Hassane Mayaki (* 24. September 1951 in Niamey; auch Ibrahim Assane Mayaki) ist ein nigrischer Politiker. Er war von 1997 bis 2000 Premierminister des Landes. Von 2010 bis 2022 war er CEO der afrikanischen Entwicklungs-Agentur NEPAD.

## Leben
Ibrahim Hassane Mayaki ist ein Sohn des Politikers Adamou Mayaki. Er studierte an der École nationale d’administration publique in Québec und an der Universität Paris 1 Panthéon-Sorbonne, wo er sein Doktorat in Verwaltungswissenschaft machte. 1976 heiratete er Marly Perez Marin.
Von 1996 bis 1997 war Mayaki in der nigrischen Regierung von Premierminister Amadou Boubacar Cissé zunächst Minister für afrikanische Integration und Zusammenarbeit, dann Außenminister. Vom 27. November 1997 bis zum 3. Januar 2000 war Mayaki als Nachfolger Cissés selbst Premierminister des Landes. Anschließend war er als Gastprofessor an der Universität Paris-Süd und weiteren Hochschulen tätig. 2004 wurde Mayaki zum Direktor der Plattform für die Unterstützung der ländlichen Entwicklung in West- und Zentralafrika mit Sitz in Dakar ernannt. Seit Februar 2010 war er CEO der NEPAD Planning and Coordination Agency der Afrikanischen Union (AU). Ihm folgte im Mai 2022 an der Spitze der inzwischen zur AUDA-NEPAD umbenannten AU-Behörde die Kenianerin Nardos Bekele-Thomas.
Ibrahim Hassane Mayaki schrieb eine politische Autobiografie mit dem Titel Quand la caravane passe.
2019 wurde ihm der große Orden der Aufgehenden Sonne am Band verliehen.